# Saint-Mathieu (Haute-Vienne)
Saint-Mathieu é uma comuna francesa na região administrativa da Nova Aquitânia, no departamento de Alto Vienne. Estende-se por uma área de 40,39 km². Em 2010 a comuna tinha 1 094 habitantes (densidade: 27,1 hab./km²).